# サンドランス (潜水艦)
サンドランス (USS Sand Lance, SS-381) は、アメリカ海軍の潜水艦。バラオ級潜水艦の一隻。艦名はイカナゴ科の総称に因んで命名された。

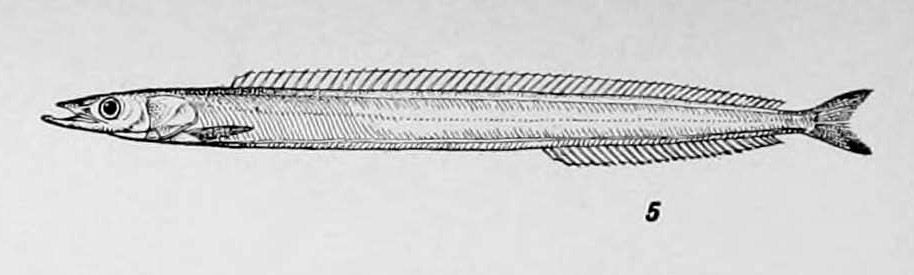
アメリカン・サンドランス（American sand lance）

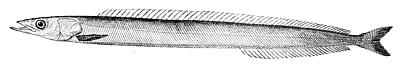
ノーザン・サンドランス（Northern sand lance）

## 艦歴
サンドランスは1943年3月12日にメイン州キタリーのポーツマス海軍造船所で起工した。1943年6月25日にイーディス・バーロウズ夫人によって命名、進水し、1943年10月9日にニューハンプシャー州ポーツマスで艦長マルコム・E・ギャリソン中佐（アナポリス1932年組）の指揮下就役する。
サンドランスはコネチカット州ニューロンドン沖で訓練を行い、1943年12月18日にパナマ運河地帯に向けて出航した。12月30日に運河を通過し、1944年1月17日に母港となる真珠湾に到着した。

### 第1の哨戒 1944年2月 - 3月
2月8日、サンドランスは最初の哨戒で千島列島方面に向かった。ミッドウェー島で給油し、2月24日に幌筵島近海に到着したが、その前後に2つの低気圧と流氷群に遭遇した。
サンドランスは幌筵島南東海域で吹雪をしのぎながら哨戒し、2月28日に北緯50度02分 東経155度26分 / 北緯50.033度 東経155.433度の地点で会幸丸（会陽汽船、3,548トン）を発見し撃沈。しかし、流氷によって潜望鏡のうちの1本が破損してしまった。
3月2日深夜には北緯46度00分 東経149度08分 / 北緯46.000度 東経149.133度の得撫島西北西海域で、小樽から松輪島に向かう輸送船団を発見。23時15分に明石山丸（三井船舶、4,541トン）を撃沈。サンドランスはさらに別の目標に向けて5本の魚雷を発射した。しかし、この目標は日本船ではなくソ連船ベロルシアであり、魚雷が命中して誤認撃沈してしまった。
その後、サンドランスは南に下り、3月11日に沿岸貨物船に対して魚雷を2度にわたって発射したが、命中しなかった。この時点で残りの魚雷は6本しかなかった。

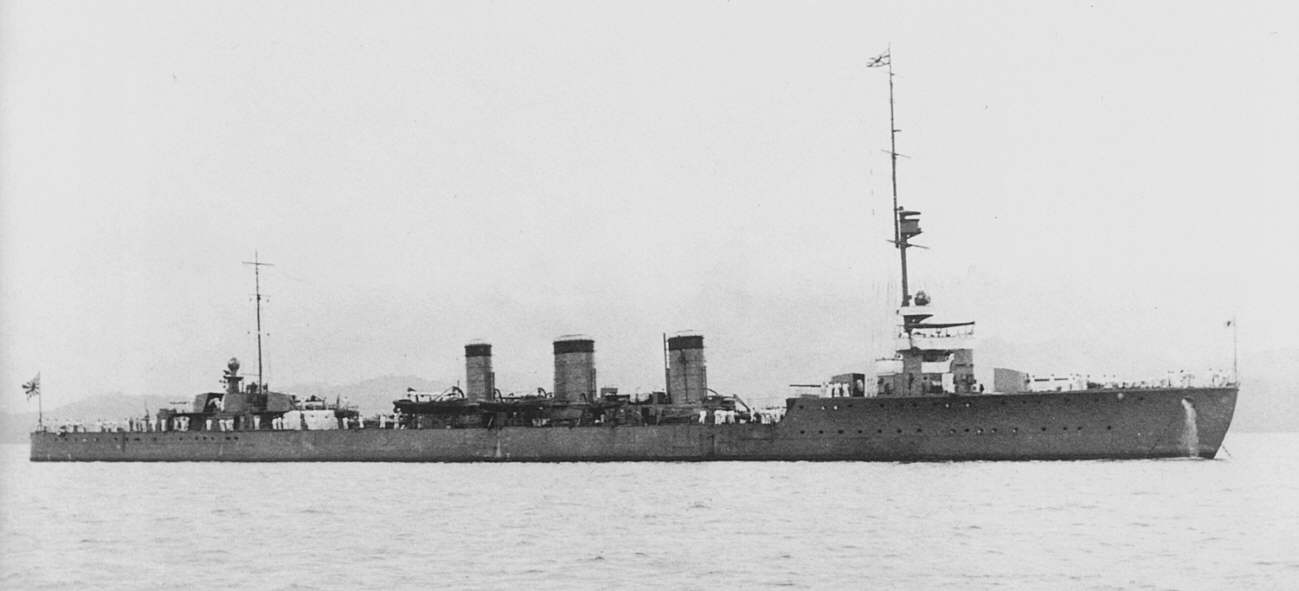
龍田（1919年）

3月12日から13日にかけては飛行機の制圧を受けた。その直後の2時、サンドランスは八丈島西南西海域で潜望鏡を上げてみると、自艦が輸送船団の中にいることに気づいた。この輸送船団はサイパン島に向かう東松2号船団であった。3時14分、サンドランスは艦首発射管から船団旗艦の軽巡洋艦龍田と輸送船国陽丸（大阪商船、4,607トン）に向けて2本ずつ発射。急旋回して艦尾発射管から別の目標に向けて最後の魚雷2本を発射した。魚雷は龍田の右舷に1本命中し、国陽丸にも命中した。攻撃後、サンドランスは護衛の駆逐艦から16時間にわたって100発以上の爆雷の洗礼を受けたが、被害はなかった。龍田は15時36分に沈没し、国陽丸も相前後して沈没していった。3月23日、サンドランスは44日間の行動を終えて真珠湾に帰投。この哨戒の功により、サンドランスに殊勲部隊章が授けられた。

### 第2の哨戒 1944年4月 - 6月
4月20日、サンドランスは2回目の哨戒でマリアナ諸島方面に向かった。
5月3日、サンドランスは北緯15度20分 東経145度34分 / 北緯15.333度 東経145.567度の地点で乾安丸（乾汽船、3,129トン）を撃沈。
5月11日には、北緯14度57分 東経145度30分 / 北緯14.950度 東経145.500度の地点で哨戒機からの攻撃をかわしつつ御嶽山丸（鏑木汽船、4,441トン）を撃沈した。
5月14日、サンドランスは北緯13度43分 東経144度42分 / 北緯13.717度 東経144.700度のグアムアプラ港北方で第3503船団から分離してグアムに向かう輸送船団を発見し、黄浦丸（東亜海運、4,291トン）に対して魚雷を4本発射。1本が命中し黄浦丸は沈没した。
5月17日未明にも北緯14度58分 東経144度49分 / 北緯14.967度 東経144.817度のテニアン島西南西海域でパラオに向かう輸送船団を発見。これも第3503船団から分離した船団だった。最初の攻撃で泰国丸（朝鮮郵船、2,633トン）を撃沈したのち、船団をさらに追跡。この間に近くにいたタニー (USS Tunny, SS-282) を呼び寄せて攻撃に加わらせた。18時40分にタニーが日和丸（日産汽船、4,955トン）を撃沈したあと、サンドランスは北緯14度40分 東経142度30分 / 北緯14.667度 東経142.500度の地点で、日和丸遭難者を救助するために引き返してきた復興丸（太洋海運、3,834トン）を撃沈した。この攻撃で、サンドランスは全ての魚雷を使い果たした。サンドランスの一連の戦果は、間近に迫っていたマリアナ・パラオ諸島の戦いでのアメリカの勝利に少しばかり貢献した。6月5日、サンドランスは35日間の行動を終えてフリーマントルに帰投した。

### 第3の哨戒 1944年7月 - 8月
7月3日、サンドランスは3回目の哨戒でモルッカ海、セレベス海方面に向かった。7月14日、サンドランスは南緯05度56分 東経121度34分 / 南緯5.933度 東経121.567度の地点で特設砲艦大興丸（朝鮮郵船、2,984トン）を撃沈し、別の船にも損害を与えた。4日後にはスールー諸島海域で大型輸送船を発見したものの、高速の護衛艦に攻撃を阻止された。
8月1日に貨物船を損傷させた後、2日後の8月3日にアモエサン湾の浅瀬にいるところを爆撃され、サンドランスは急速潜航で深深度に潜航していった。8月7日、サンドランスはスラウェシ島沿岸を航行する小型船の船団を発見し、潜望鏡を上げようとしたところ、上空で哨戒していた九五式水上偵察機が対潜爆弾2発を投下。爆弾はサンドランスの後方で爆発し、左舷のシャフトと減速装置を破損した。続いて護衛艦からの爆雷攻撃を受け深度130メートルに潜りかけたが、爆雷攻撃の影響で艦尾発射管に装てんしてあった魚雷のうち一本が過熱した。サンドランスは深度30メートルに戻して過熱した魚雷を発射。魚雷は間もなく爆発したが、これはサンドランスの艦尾の損傷を大きくさせる原因にもなった。サンドランスはこれ以上の攻撃は受けず、また先の爆発は日本側に「潜水艦撃沈」と思い込ませるのには十分だった。日没後、サンドランスは浮上して修理に取り掛かったが、シャフトと減速装置の損傷にはお手上げだった。サンドランスは哨戒を打ち切り、右舷側のシャフトだけを動かして航行した。8月19日、サンドランスは45日間の行動を終えてフリーマントルに帰投。9月10日にフリーマントルを出航して真珠湾を経由し、11月1日にメア・アイランド海軍造船所に到着。修理は1945年3月13日まで続き、修理完了後真珠湾に回航された。

### 第4、第5の哨戒 1945年4月 - 8月
4月10日、サンドランスは4回目の哨戒で日本近海に向かった。本州から北海道の沿岸に沿って哨戒し、5月14日に襟裳岬近海で特設掃海艇吉野丸（日本海洋漁業、220トン）を撃沈。これが、この哨戒唯一の戦闘行為だった。6月6日、サンドランスは54日間の行動を終えてミッドウェー島に帰投。艦長がジェームス・G・グラエス（アナポリス1939年組）に代わった。
7月5日、サンドランスは5回目の哨戒で日本近海に向かった。サイパン島で燃料を補給した後、日本本土を爆撃する部隊の救助配置任務に当たる。8月15日に戦争は終了し、翌日サンドランスはミッドウェー島および真珠湾に針路を向けた。8月30日、サンドランスは54日間の行動を終えて真珠湾に帰投。しばらく停泊の後、サンフランシスコに向かった。9月7日にサンフランシスコ海軍造船所に不活性化のため入渠する。サンドランスは1946年2月14日にサンフランシスコで退役した。
サンドランスは第二次世界大戦の戦功で5個の従軍星章および1個の殊勲部隊章を受章した。

### ブラジル海軍で
サンドランスは予備役のまま保管され、その後相互防衛援助計画の下ブラジル海軍へ貸与されることが決定した。修理、整調後サンドランスは1963年4月6日に艦長カール・H・セベニウス・ジュニア中佐の指揮下真珠湾で再就役した。サンドランスは6月24日に真珠湾を出航、7月1日にサンフランシスコでブラジル海軍の士官および兵員を訓練のため乗艦させた。訓練は1963年9月7日に完了し、サンドランスはアメリカ海軍を退役、ブラジルに貸与された。
ブラジル海軍ではリオ・グランデ・ド・スル (Rio Grande do Sul, S-11) （資料によってはデ・ソル"...de Sol,"、デル・ソル"...del Sol,"などとするものもある）の艦名で就役し、8年間活動した。
1972年5月13日、ブラジルはアメリカ海軍から元グランパス (USS Grampus, SS-523) を購入した。リオ・グランデ・ド・スルは退役し、グランパスがリオ・グランデ・ド・スルの艦名を受け継いだ。1972年9月15日、ブラジルは元サンドランスを書類上返却し、10月12日に55,000ドルで購入した。この購入の際にサンドランスはアメリカ海軍を除籍された。
ブラジル海軍はサンドランスを予備部品として分解し、艦は3年の内にスクラップとなった。